# Mitologia bàltica

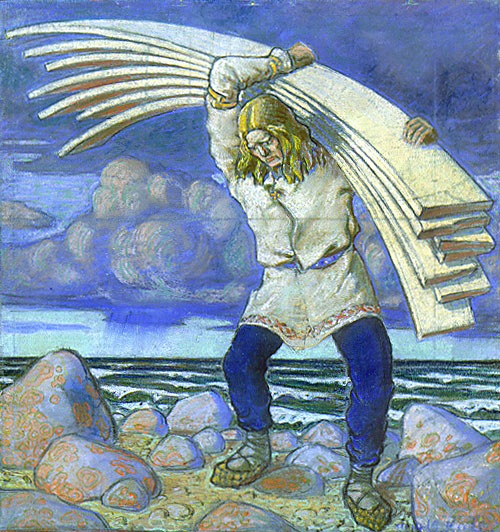
Il·lustració basada en el Kalevipoeg, una obra fonamental per a entendre la mitologia d'Estònia.

La mitologia bàltica és el conjunt de creences i ritus dels bàltics que s'origina a la prehistòria (derivada de la religió protoindoeuropea) i continua, barrejant-se i assimilant-se amb el cristianisme, fins a l'inici de l'edat moderna. Les fonts per al seu coneixement són indirectes: supervivència de càntics i festes al folclore popular, les cròniques dels missioners, les restes arqueològiques i les cròniques de pobles veïns, com ara els germànics i russos, històries del foklore, estudis etimològics i la mitologia comparada.
Les divinitats del panteó bàltic es poden dividir en tres branques, que representen l'expansió i l'extensió geogràfica dels pobles bàltics des del seu origen fins a l'edat mitjana. Així, existeixen divinitats prutenes, lituanes i letones. Moltes d'elles són variants locals de la mateixa figura però existeixen déus específics de cada poble.
La mitologia bàltica destaca pel paper atorgat als animals i altres elements naturals en la seva adoració, ja que les figures de l'entorn apareixen divinitzades i se'ls ret culte a través de sacrificis, monuments i festivals. El foc ocupava un rol fonamental com a agent de canvi, de mort i de vida i per això cremava de forma permanent als temples antics bàltics.
Dievas és el déu del cel brillant. És el déu principal sobre el qual hi ha divinitats menors.
La seua cosmologia consisteix en un arbre còsmic, coronat per símbols del cosmos i que té el tronc vigilat per cavalls i serps.
Segons aquestes religions, quan un èsser humà mor, sobreviuen el vele (que viatja a la regió dels morts) i el siela (principi vital que roman a la regió dels vius i es reanima en animals o plantes).